# Areo I
Areo I (griego antiguo Αρεύς, Áreios; f. 265 a. C.) fue el rey agíada de Esparta desde 309 a. C. hasta 265 a. C. Su reinado marcó el retorno de Esparta a la escena internacional.

## Biografía
Era hijo de Acrótato, hijo primogénito del rey Cleómenes II; el nombre de su madre no es conocido, solo su fecha exacta de nacimiento. Acrótato encontró la muerte antes que su padre, quien pereció en 309 a. C. Areo y Cleónimo, hijo menor de Cleómenes, pudieron entonces reivindicar el trono. La gerusía se decantó por Areo, en aplicación de la regla de la porfirogénesis: era el heredero del príncipe heredero. Cleónimo fue el regente mientras la minoría de edad de Areo, y gobernó en su lugar probablemente hasta 295-294 a. C. Accedió al trono con el apoyo de Egipto, que esperaba valerse de él en el enfrentamiento que sostenía con Macedonia por el control de Grecia.
Con Areo, Esparta jugó de nuevo un papel activo en el mundo griego. Reconstituyó la Liga del Peloponeso, que había sido derrotada en 281-280 a. C. por la Liga Etolia. Luchó contra Antígono II Gónatas, quien por entonces dominaba Atenas. Desembarcó en Etolia para ir a su encuentro, pero los etolios no lo permitieron y le obligaron a evacuar el país.
En 266 a. C. entró en la Guerra de Cremónides, aliado con Atenas y Egipto, contra Antígono. En 272 a. C. consiguió rechazar a Pirro, que marchaba sobre Laconia con el pretexto de liberar a las polis. Su misión era conducir al ejército de tierra desde el Peloponeso al Ática, mientras el estratego de la flota egipcia, el macedonio, Patroclo, apoyaba el transporte desde el golfo Sarónico. Sin embargo, el plan no pudo cumplirse, porque Crátero, hermano de Antígono, que gobernaba Corinto, impidió el paso del istmo y que la flota egipcia encontrase una base de desembarco. Al llegar el invierno se interrumpió la campaña. En 265 a. C. se reanudó, enfrentándose Areo con Antígono frente a las fortificaciones de Corinto. Intentó tomar esta ciudad tres veces a los macedonios. Encontró la muerte durante el tercer intento, en 265 a. C., antes del arcontado de Eménidas en Atenas. Esta derrota marcó el fin de la coalición antimacedónica.
Areo estuvo en el origen, en 294 a. C., de las primeras fortificaciones espartanas, algunas rudimentarias, y de las primeras monedas acuñadas, que llevaban su efigie. Fue un rey fuerte, que pudo rivalizar con los otros monarcas helenísticos: el decreto de Cremónidas designaba a Esparta como «Areo y los lacedemonios», basado en el modelo de la fórmula «Filipo y los macedonios».
El Libro I de los Macabeos atribuye a un «Dareo», generalmente enmendado por «Areo», una carta al sumo sacerdote judío reivindicando un origen común entre los espartanos y los judíos. Habiendo muerto aún niño Areo II en 264 a. C., se considera que se trata de Areo I.
| Predecesor: Cleómenes II | Rey agíada de Esparta 309-265 a. C. | Sucesor: Acrótato |